# Торгово-промислова палата України
Торго́во-промисло́ва пала́та України (ТПП України) — торгово-промислова палата, недержавна неприбуткова самоврядна організація, яка об'єднує юридичних осіб, які створені і діють відповідно до законодавства України, та громадян України, зареєстрованих як підприємці, та їх об'єднання. ТПП України є членом Міжнародної торгової палати і Всесвітньої федерації палат, Асоціації торгово-промислових палат Європи. Президент Торгово-промислової палати України — Геннадій Чижиков.

## Історія
12 лютого 1912 року в залі урочистих засідань Київського комерційного інституту відбулися установчі збори Південно-Західного відділення Російської Експортної Палати, вплив якого поширювався спочатку на Київську, Подільську і Волинську губернії. З цього часу починається розвиток палатівського руху в Україні у XX столітті.  Першим головою правління Відділення палати став професор М. В. Довнар-Запольський.  
Знаменно, що після періоду соціальних потрясінь і громадянської війни однією з перших дореволюційних організацій стала відроджена Експортна палата як недержавний, незалежний орган.  
В Україні відділення Російсько-Східної палати розпочало функціонувати у Харкові 1924 року. А через рік за ініціативою уряду замість нього була створена Українсько-Східна торгова палата.
Зміни в економіці і політиці колишнього СРСР тим чи іншім чином впливали на статус палат, які формально залишались незалежними. При цьому палатівський рух розгортався, охоплюючи системою відділень, бюро, фірм «Зовнішсервіс» усі регіони України.
Торгово-промислова палата України створена у 1972 році на базі відділення ТПП СРСР. А в якості Палати незалежної України вона почала активно розвиватися з 1992 року. 2 грудня 1997 року Верховна Рада прийняла Закон України «Про торгово-промислові палати в Україні».

## Організаційна структура
Сьогодні членами Торгово-промислової палати України виступають 8 тисяч суб'єктів господарської діяльності. При ТПП також діють Міжнародний комерційний арбітражний суд та Морська арбітражна комісія.
До регіональної структури торгово-промислових палат входять центральна ТПП України та 25 регіональних ТПП:
- Вінницька торгово-промислова палата[2];
- Волинська торгово-промислова палата[3];
- Дніпропетровська торгово-промислова палата[4];
- Донецька торгово-промислова палата[5] (знаходиться в Краматорську);
- Запорізька торгово-промислова палата[6]
- Житомирська торгово-промислова палата
- Закарпатська торгово-промислова палата[7]
- Івано-Франківська торгово-промислова палата[8]
- Київська торгово-промислова палата[9]
- Київська обласна торгово-промислова палата[10]
- Кіровоградська торгово-промислова палата[11]
- Луганська торгово-промислова палата[12] (знаходиться в Сєвєродонецьку)
- Львівська торгово-промислова палата[13]
- Миколаївська торгово-промислова палата[14]
- Одеська торгово-промислова палата[15]
- Полтавська торгово-промислова палата[16]
- Рівненська торгово-промислова палата[17]
- Сумська торгово-промислова палата[18]
- Тернопільська торгово-промислова палата[19]
- Харківська торгово-промислова палата[20]
- Херсонська торгово-промислова палата[21]
- Хмельницька торгово-промислова палата[22]
- Черкаська торгово-промислова палата[23]
- Чернівецька торгово-промислова палата[24]
- Чернігівська торгово-промислова палата[25]

## Функції
ТПП України виконує свої функції самостійно або через регіональні торгово-промислові палати, що діють на території українських областей, міста Києва а також через створення нею підприємств та інших організацій, які вона об'єднує, і діяльність яких координує.
Торгово-промислова палата України і регіональні палати уповноважені Урядом України видавати сертифікати про походження товарів, надають послуги, пов'язані з оформленням зазначених сертифікатів.
Палата засвідчує Обставини непереборної сили (Форс-мажор), а також торгові і портові звичаї, прийняті в Україні.
ТПП України веде Недержавний реєстр вітчизняних підприємств, фінансовий стан яких свідчить про їх надійність як партнерів в підприємницькій діяльності в Україні і за її межами. Реєстраційне посвідчення, видане Палатою, підтверджує стабільний фінансовий стан підприємства, дає гарантію їх партнерам в тому, що такі підприємства мають довіру.
При ТПП України діє Міжнародний комерційний арбітражний суд, який отримав широке визнання у світі.
При Палаті функціонують галузеві комітети підприємців, які проводять незалежну експертизу нормативно-правових актів, що регулюють підприємницьку і зовнішньо-економічну діяльність, а також з інших питань, що мають відношення до прав і інтересів підприємців; готують від імені членів Палати пропозиції органам державної влади по їх удосконаленню.
ТПП України є членом Міжнародної торгової палати і Всесвітньої федерації торгових палат, Асоціації Торгово-промислових палат Європи, Ділової ради Чорноморського економічного співробітництва, Асоціацій ТПП Центральної Європейської Ініціативи.
ТПП України підтримує договірні партнерські зв'язки з аналогічними національними і регіональними структурами близько 80 країн світу.
З метою сприяння розвитку міжнародних економічних зв'язків ТПП України створює із своїми закордонними партнерами спільні дорадчі органи — ділові ради. 